# Епархия Лонгсюена
Епархия Лонгсюена (лат. Dioecesis Longxuyensis) — епархия Римско-Католической Церкви с центром в городе Лонгсюен, Вьетнам. Епархия Лонгсюена входит в митрополию Хошимина. Кафедральным собором епархии Лнгсюена является церковь Пресвятой Девы Марии Царицы Мира.

## История
24 ноября 1960 года Римский папа Иоанн XXIII издал буллу «Christi mandata», которой учредил епархию Лонгсюена, выделив её из апостольского викариата Кантхо (сегодня — Епархия Кантхо).

## Ординарии епархии
- епископ Michel Nguyên Khác Ngu (24.11.1960 — 30.12.1997);
- епископ Jean-Baptiste Bui Tuân (30.12.1997 — 2.10.2003);
- епископ Joseph Trân Xuân Tiéu (2.10.2003 — по настоящее время).

## Источник
- Annuario Pontificio, Libreria Editrice Vaticana, Città del Vaticano, 2003, стр. 958, ISBN 88-209-7422-3
- Булла Christi mandata (лат.) // Acta Apostolicae Sedis. — Typis Polyglottis Vaticanis, 1961. — Num. 53. — P. 476. Архивировано 12 апреля 2015 года.